# Emilia de Oldemburgo-Delmenhorst
Emilia Antonia de Oldemburgo-Delmenhorst (en alemán, Emilie Antonia von Oldenburg-Delmenhorst; Delmenhorst, 15 de junio de 1614-Rudolstadt, 4 de diciembre de 1670) fue condesa consorte y luego regente de Schwarzburgo-Rudolstadt desde 1646 hasta 1662.

## Biografía
Emilia era la hija del conde Antonio II y de su esposa, Sibila Isabel, nacida duquesa de Brunswick-Dannenberg.
Contrajo matrimonio el 4 de febrero de 1638 con el conde Luis Gunter I de Schwarzburgo-Rudolstadt. Cuando su marido murió en 1646, asumió el gobierno como tutora y regente de su hijo, Alberto Antonio. Tenía 32 años de edad cuando asumió la regencia, y gobernó hasta que su hijo alcanzó la mayoría de edad en 1662.
La condesa dio a sus hijos una educación religiosa de acuerdo a las líneas promovidas por la Sociedad Virtuosa. Contrató al autor Ahasverus Fritsch para actuar como su Hofmeister. Durante el gobierno de su hijo, Fritsch finalmente alcanzó el puesto de canciller.
Emilia murió el 4 de diciembre de 1670 en Rudolstadt.

## Descendencia
De su matrimonio con Luis Gunter I de Schwarzburgo-Rudolstadt, nacieron los siguientes hijos:
- Sofía Juliana (1639-1672).
- Ludmila Isabel (1640-1672).
- Alberto Antonio (1641-1710).
- Cristiana Magdalena (1642-1672).
- María Susana (1646-1688).